# Institut protestant de théologie de Cluj
L'Institut protestant de théologie de Cluj (en roumain : Institutul Teologic Protestant ; en hongrois : Protestáns Teológiai Intézet ; en allemand : Protestantisch-Theologisches Institut) est un séminaire protestant et une université privée situé à Cluj-Napoca, dans la région de Transylvanie en Roumanie. L'institution, reconnue par l'État, forme des ministres pour quatre dénominations protestantes : le calvinisme (Église réformée en Roumanie ), le luthéranisme (l'Église évangélique luthérienne, l'Église évangélique de la Confession d'Augustan) et l'Unitarisme (l'Église unitarienne hongroise).   

## Histoire
L'Institut est fondé en 1948, unissant le Collège théologique réformé, basé à Cluj, et l'Académie théologique unitarienne. C'est alors le premier séminaire roumain pour les luthériens. Elle prétend être la seule institution théologique protestante à enseigner en deux langues (hongrois et allemand) et à avoir deux sections locales distinctes. 